# 직각삼각형

직각삼각형

기하학에서 직각삼각형은 한 각이 직각인 삼각형이다. 직각삼각형에서 직각의 대변을 빗변이라고 한다. 이 빗변의 길이는 피타고라스 정리에 의해 계산할 수 있다.
직각삼각형의 외심은 직각삼각형의 빗변의 중점에 있다. 이것은 직각삼각형의 빗변의 중점에서 세 꼭짓점까지의 거리가 같다는 것을 의미한다. 오른쪽 그림에서, 알파와 베타의 합은 90도이다.
직사각형을 대각선에 따라서 자르면 서로 합동인 두 개의 직각삼각형이 나온다.

## 직각삼각형의 합동 조건
직각삼각형은 각 하나가 90도로 정해져 있기 때문에, 두 가지의 특별한 합동 조건이 있다.
- RHA합동: 빗변의 길이(Hypotenuse)와 한 예각(Angle)의 크기가 같으면 두 직각삼각형은 합동이다. ASA합동과 같은 논리이다.
- RHS합동: 빗변의 길이와 한 변(Side)의 길이가 같으면 두 직각삼각형은 합동이다. 피타고라스 정리로부터 보일 수도 있다.

## 직각삼각형의 방정식
원점과 (α,0), (0,β)를 세 꼭짓점으로 하는 삼각형의 방정식은
```

  

    

      

        

          
|

          

            

              
x

              
α

            

          

          
|

        

        
+

        

          
|

          

            

              
y

              
β

            

          

          
|

        

        
+

        

          
|

          

            

              

                
x

                
α

              

            

            
+

            

              

                
y

                
β

              

            

            
−

            
1

          

          
|

        

        
=

        
1

      

    

    
{\displaystyle \left|{\frac {x}{\alpha }}\right|+\left|{\frac {y}{\beta }}\right|+\left|{\frac {x}{\alpha }}+{\frac {y}{\beta }}-1\right|=1}

  

 ⇔ 

  

    

      

        

          
|

        

        
β

        
x

        

          
|

        

        
+

        

          
|

        

        
α

        
y

        

          
|

        

        
+

        

          
|

        

        
β

        
x

        
+

        
α

        
y

        
−

        
α

        
β

        

          
|

        

        
=

        
α

        
β

      

    

    
{\displaystyle |\beta x|+|\alpha y|+|\beta x+\alpha y-\alpha \beta |=\alpha \beta }

  

```

## 분류
| - 일반적인 삼각형 - 이등변삼각형 - 직각삼각형 - 직각이등변삼각형 - 정삼각형 - 둔각삼각형 - 예각삼각형 |

## 같이 보기
- 테오도로스 와선